# Lucheng, Peking
Lucheng (kinesiska: 潞城, 潞城镇) är en köping i Kina. Den ligger i Tongzhou i storstadsområdet Peking, i den norra delen av landet, omkring 27 kilometer öster om stadskärnan. Antalet invånare är 72 611. Befolkningen består av 34 671 kvinnor och 37 940 män. Barn under 15 år utgör 9,0 %, vuxna 15-64 år 82 %, och äldre över 65 år 8,0 %.